# Юрэй-модзи
Юрэй-модзи (яп. 幽霊文字 Ю:рэй модзи) — ошибочные кандзи, которые были включены в японский промышленный стандарт «JIS X 0208». 12 иероглифов из 6355 относятся к «призрачным».

## История возникновения
В 1978 году Министерство торговли Японии утвердило промышленный стандарт символов, используемых для написания текста — «JIS C 6226» (позже «JIS X 0208»). На момент его создания значение каждого символа не было чётко указано, что привело к появлению в словарях иероглифов неизвестного происхождения. Термин «Юрэй-модзи» дословно переводится как «символы-призраки». Наиболее распространённым примером таких символов являются кандзи «彁» и «妛», которые отсутствовали в наиболее известнейших словарях Канси и Дай кан-ва дзитэн.
В 1997 году редакционный комитет, возглавляемый его председателем Кодзи Сибано и Хироюки Сасахарой из Национального института японского языка и лингвистики (яп. 国立国語研究所 Кокурицу кокуго кэнкю:сё), исследовал литературу, используемую при создании стандарта. Выяснилось, что многие символы, которые считались «призраками», на самом деле были кандзи, используемыми в географических названиях.
Согласно исследованию, до разработки стандарта 1978 года, Агентство административного управления составило в 1974 году восемь списков символов кандзи. К ним прилагается список символов и их первоначальные источники. При выборе основных кандзи JIS использались результаты этого анализа, а не первоисточники. Оказалось, что многие кандзи-призраки, включённые в списки, были взяты из «Полного списка административных единиц национальной земли» и «Списка символов кандзи для личных имен» компании Nippon Life Insurance Company. В частности, список кандзи для личных имён не имел первоначального источника на момент разработки первого стандарта, и его содержание было отмечено как неточное.
В ответ на эти результаты Комитет по стандартизации восстановил издание 1972 года «Полного списка административных единиц национальной земли» из истории его корректуры и сверил все кандзи, встречающиеся в книге, со всеми страницами, чтобы подтвердить примеры. Кроме того, в качестве замены исчезнувшего «Списка кандзи для личных имен» они провели исчерпывающий поиск литературы, включая сравнительное исследование баз данных телефонных справочников «NTT» и «Nippon Telegraph and Telephone Public Corporation», а также осмотр более 30 древних и современных книг об иероглифах.
12 кандзи остаются неопознанными. Три оказались ошибочными. Возможно, по совпадению, в древнем японском или древнем китайском словаре было перечислено восемь иероглифов. Что касается «彁», то конкретного источника обнаружено не было.
Данные кандзи уже включены в международные стандарты, такие как Unicode, и изменения в этих стандартах могут вызвать проблемы совместимости, что делает удаление символов практически невозможным.